# The Other Colors
The Other Colors est un projet musical lancé par Laurent Chambert et Marie Möör en 2007 ; il fait suite à une première expérience appelée Rose et noire (trois disques dont deux albums sortis avec le label Discordian). La première apparition publique a lieu à l'occasion du concert Rose et Noire & The Other Colors au Petit Théâtre du Gymnase le 29 janvier 2007 à Paris. Bruno Bayon annonce l'événement : Une preuve de Moor dans le journal Libération. Il décrit plus tard les textes et les musiques du premier album 361 : « C'est joliment tourné en pathos boudé, arpégé et enchainé en évasion ».

## Historique

### 361
En 2008, sort l'album 361, construit comme une histoire dont les titres seraient les chapitres. Lionel Delamotte en parle dans Chronic'art comme : « (d')un parcours très scénarisé et écrit : un parcours du corporel ou de l'organique vers le spirituel ou le méditatif. ». Couleurs sur Marie, un portrait écrit par Dorothée Smith est publié dans la revue  Mouvement qui sort en janvier 2009 : « Le compositeur et plasticien Laurent Chambert publie sous le nom de The Other Colors, 361, album sombre et radical que viennent émouvoir la voix et les textes hallucinés de sa complice Marie Möör, invitée très investie ». Le titre Nous roulons dans les fleurs est publié sur le CD sampler 57 du magazine  Elegy accompagné d'un entretien et d'une chronique : « 361 ne s'écoute jamais deux fois de la même manière et semble s'enrichir au fur et à mesure de son appropriation par l'auditeur... ». À l'occasion de la soirée des Qwartz Electronic and New Music Awards, The Other Colors joue le triptyque musical Brise la glace. Laurent Chambert, au cours de cette même soirée, est lauréat du Qwartz Expérimentation/Recherche pour un album personnel de musique électroacoustique appelé Suspense.

### ALF10
L'album ALF10 sort après une année de résidence La Société de Curiosité à Paris et à la suite de la réactualisation d'« une pièce nommée A la folie » reprenant « tout ce qui avait été mis de côté, tous les objets sonores délaissés pour en faire une nouvelle histoire musicale en quinze parties » (version : ALF09). Elle est jouée à La Société de Curiosité et une seconde version est enregistrée pour l'édition d'un disque vinyle (version : ALF10). En parallèle Laurent Chambert développe le set de musique improvisée : Et si nous cessions d'avoir peur avec les flux sons et images télévisuelles. Six dates publiques sont proposées avec notamment Noël Akchoté, Marin Favre, Franck Vigroux. Une version studio Et si est publiée titre par titre au cours de l'été 2011, soit 21 titres correspondant à 21 dates de l'année 2001 reprenant chacun la bande son du journal télévisé correspondant.

### Up Up Up
Le troisième album Up Up Up sort en 2012 ; les textes en français de Marie Möör sont à nouveau au centre du projet. David McKenna écrit à propos du titre Je veux et du travail de la langue : « linguistic expression revealed as a hall of mirrors. ». Yannick Blay dans Prémonition écrit toujours à propos des mots : « les répétant comme s’ils étaient dotés de pouvoirs magiques, elle transforme les diverses mélodies de son acolyte en véritables incantations. ». Camille Hamaouch dans Inferno décrit le travail de l'écriture et les impressions de l'écoute musicale : « Ici pas de désunion ni de rupture entre la tête et le corps, c’est l’esprit mêlé à la chair qui parle en Pythie contemporaine ».

### O.R
L'album sort le 31 décembre 2013 au format numérique. Il fait suite à la sortie d'un single (deux titres) comprenant le remix du titre Pretty Day et appelé Marie Möör - 2013. Un clip vidéo est tourné pour le titre Nous Nos Os. Il s'agit d'un plan-séquence où l'on voit Marie Möör franchir la Seine en passant par la passerelle Simone-de-Beauvoir à Paris.